# Минаш, Сима Исаакович
Си́ма Исаа́кович Мина́ш (17 [29] декабря 1877, Мелитополь, Таврическая губерния — сентябрь 1945, Иран) — русский гражданский инженер, архитектор, художник.

## Биография
Родился в 1877 году в Мелитополе в многодетной караимской семье потомственного почётного гражданина Исаака Абрамовича Минаша и Эмилии Моисеевны Танатар. В 1895 году окончил Мелитопольское реальное училище с аттестатом 1-й степени, в 1902 году в Санкт-Петербурге — Институт гражданских инженеров императора Николая I с серебряной медалью («за лучшие архитектурные работы») и с занесением имени в актовом зале на мраморную доску института как окончившего курс первым по спискам. По окончании института остался в Петербурге, был определён на службу в Министерство внутренних дел. Во время гражданской войны семья покинула Россию, несколько месяцев прожила в Константинополе, затем осела в Париже. В межвоенное время приезжал в Чехословакию, где проживали его дочь Евгения и младший брат Авраам, пытался вести там бизнес. Во время Второй мировой войны уехал в Иран.
Сима Минаш писал маслом. В Праге, в частном собрании Хорлингеров-Петру, хранятся парадные портреты членов этой семьи работы С. Минаша. В 1933 году участвовал в групповой выставке художников Монмартра и Монпарнасса в галерее 34, av. Des Champs Elysées.

### Семья
Был женат на Фани Минаш (урождённой Кефели), крымской караимке, всю жизнь прожившей с ним и умершей в Иране. Дочь Женя стала известной художницей, основателем женского союза художниц Франции.

## Известные проекты

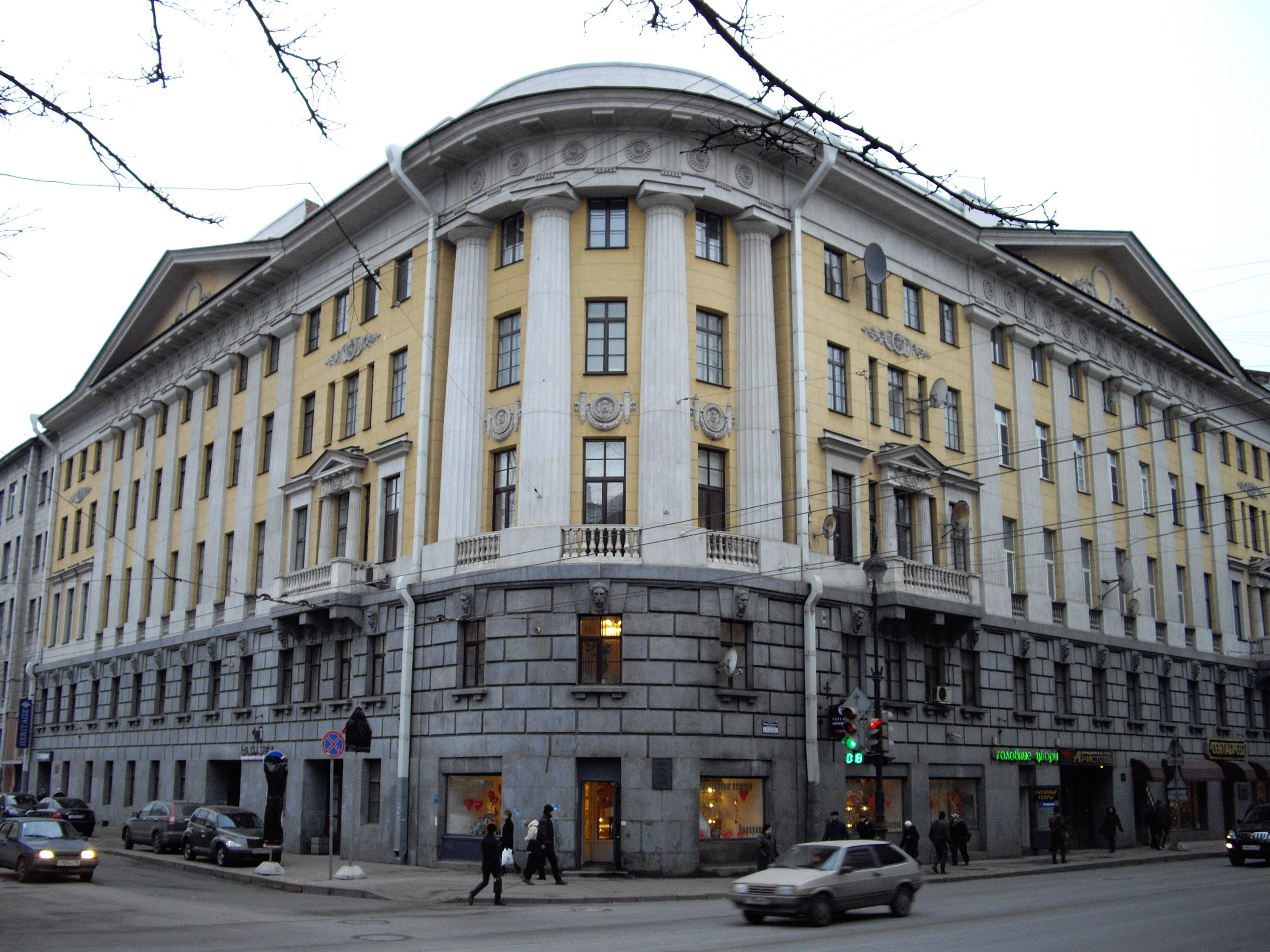
Большая Монетная ул., 13 / Каменноостровский пр., 19, дом княгини М. В. Воейковой

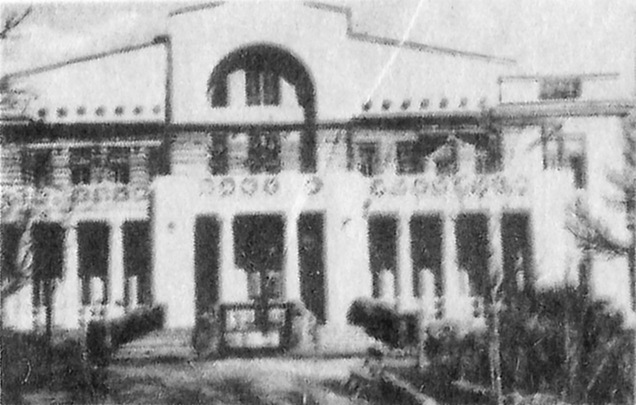
Санаторий «Таласса» в Евпатории

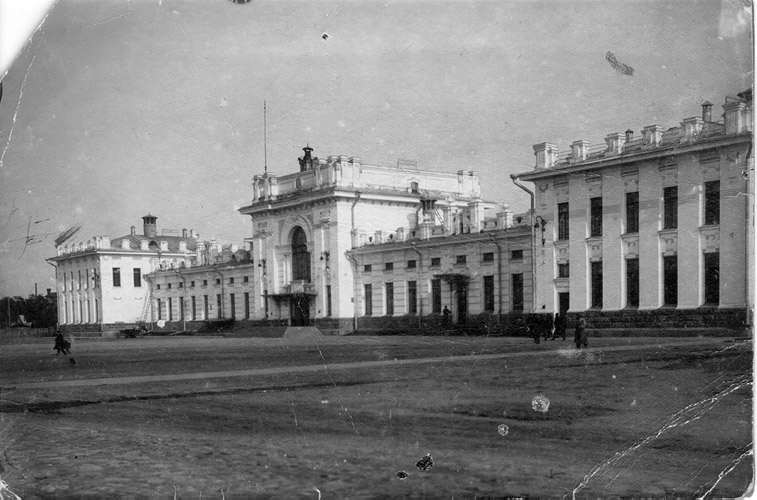
Железнодорожный вокзал в Рыбинске

- Витебский (бывший Царскосельский) вокзал Московско-Виндаво-Рыбинской железной дороги в Петербурге — художественная отделка (1902—1904);
- Рыбинский железнодорожный вокзал — проект и постройка (1904—1905);
- Лиговский проспект, д. 242 — здания товарной станции Московско-Виндаво-Рыбинской железной дороги (1902—1904). Совместно с С. А. Бржозовским, Н. С. Островским;
- Дом № 72, бывший дом М. В. Воейковой на Невском проспекте. Во дворе дома С. И. Минаш устроил кинематограф (кинотеатр). Лично руководил работами при постройке с включением старого здания в архитектурный облик нового дома (1909—1910)[9];
- улица Ленина, д. 33 — Полозова улица, д. 22 — доходный дом К. И. Волькенштейн в стиле модерн (1910);
- дом № 19 по Каменноостровскому проспекту (угол с Большой Монетной, д. 13) — дом М. В. Воейковой. Здание в стиле неоклассицизма — по собственному проекту, лично руководил работами при постройке (1911—1912);
- улица Шкапина, д. 42 — доходный дом (1912);
- кинотеатр «Форум» на Васильевском острове (7-я линия, д. 34) — по собственному проекту, лично руководил работами при постройке (1914). Здание было перестроено; разрушено в середине 1990-х годов;
- дом Общества технологов — проектирование;
- новое здание бывшей табачной фабрики Шапшала — проектирование;
- проект городского театра в Евпатории (1907) — не реализован[10];
- проект новой кенассы в Феодосии (1911) — не реализован[11];
- санаторий «Таласса» в Евпатории — одна из последних построек Минаша (был построен в 1911 году и разрушен во время Великой Отечественной войны).

## Научно-исследовательская деятельность
Минаш изобрёл особый строительный материал из камыша, так называемый «муралит», заменяющий кирпич. Из него очень быстро воздвигаются переносные (по американскому способу) здания. С. И. Минаш известен ещё своими научными статьями, которые он помещал в периодическом издании архитекторов-инженеров в Петербурге.

## Общественная деятельность
- Действительный член Общества гражданских инженеров[12]
- Почётный член Санкт-Петербургского Совета детских приютов (с 1911)[13]
- Действительный член Императорского Санкт-Петербургского общества архитекторов (с 1913)[14]
- Член Караимского общества в Париже
- Член правления Петроградского землячества (1932)[7]

## Адрес в Санкт-Петербурге
- с 1910 по 1914 — улица Кирочная, 45[15].